# Harry Abend
Harry Abend (Jarosław, 5 mei 1937) is een Venezolaanse architect en beeldhouwer.

## Leven en werk
Harry Abend werd geboren in Jarosław in het Poolse woiwodschap Subkarpaten. In 1948 emigreerde de Joodse familie Abend naar Venezuela, waar Harry Abend zijn schoolopleiding vervolgde aan het Colegio Moral y Luces en het Liceo Andrés Bello in de Venezolaanse hoofdstad Caracas. Hij studeerde daarna architectuur aan de Universidad Central de Venezuela (UCV), maar startte in 1958 een carrière als beeldhouwer.
Zijn grote voorbeeld was de Venezolaanse beeldhouwer Miguel Arroyo (Caracas, 1920) en hij werkte voornamelijk met de materialen hout, steen en brons. Hij verwerkte vaak architecturale elementen in zijn werk, zoals poorten, muren en façades. Met zijn beeld Forma 1961 won hij de Premio Nacional de Escultura tijdens de Salón Oficial de Arte Venezolano van 1963. Hij kreeg een belangrijke opdracht, naast een kinetische kunstenaar als Jesús Rafael Soto, voor een reliëf in de spits van de piramidevormige bouw van het Teatro Teresa Carreño aan het Parque los Caobos in Caracas. Ook maakte hij werk voor de synagoge van de Unión Israelita de Caracas.
In 1964 was hij een van de assistenten in het atelier van de Britse beeldhouwer Kenneth Armitage aan de Escuela de Artes Plásticas Cristóbal Rojas en vanaf 1965 doceerde hij aan de faculteit  architectuur en urbanisme van de UCV in Caracas. Hij werd in 1990 onderscheiden met de Orden de Francisco de Miranda en Primera Clase.
Abend exposeerde zijn werk in vele musea en galerieën in Noord- en Zuid-Amerika en Europa. Tot de permanente collectie van het beeldenpark van het Museo de Bellas Artes de Caracas behoort zijn werk: Homenaje a Miguel Arroyo uit 1974.

## FIA 2009 Caracas
In 2009 werd Harry Abend door het Colegio de Arquitectos de Venezuela uitgenodigd als eregast tijdens de XVIII.Feria Iberoamericana de Arte (FIA) 2009 in Venezuela, vanwege zijn grote verdiensten.
- Gemeinsame Normdatei: 1059127342
- International Standard Name Identifier: 0000 0000 7895 9853
- Library of Congress Control Number: no98109218
- Nationale Bibliotheek van Israël: 987007257315105171
- SNAC: w6m93hzd
- Union List of Artist Names: 500104150
- Virtual International Authority File: 96456093
- WorldCat: E39PBJhdcqgxGcXxGCqt78BwYP